# مسجد عبدالعزیز عبدالله شربتلی
مسجد عبدالعزیز عبدالله شربتلی (عربی: جامع عبدالعزیز عبدالله الشربتلی‎) مسجد جامع اهل سنت است که در محله الجوهره، جده، عربستان سعودی واقع شده است.
این پروژه که در روز ۶ مارس ۲۰۲۴ افتتاح شد، مساحتی بالغ بر ۵٬۶۰۰ متر مربع (۶۰٬۰۰۰ فوت مربع) را دربر گرفته است. . این اولین مسجد در جهان است که با استفاده از فناوری چاپ سه‌بعدی ساخته شده و منعکس‌کننده معماری حجازی است. این مسجد توسط وجنات عبدالواحد، بیوه تاجر عربستانی عبدالعزیز عبدالله عباس شربتلی که در سال ۲۰۲۱ درگذشت، ساخته شد و مسجد به نام او نامگذاری شده است.